# Game of Thrones/Staffel 6
Die sechste Staffel der US-amerikanischen Fernsehserie Game of Thrones wurde 2016 erstmals im Fernsehen ausgestrahlt, beim US-Sender HBO. Der deutsche Sender Sky Atlantic HD übernahm ebenfalls 2016 die deutschsprachige Erstausstrahlung.

## Handlung
| Nr. (ges.) | Nr. (St.) | Deutscher Titel           | Originaltitel          | Erstausstrahlung USA | Deutschsprachige Erstausstrahlung (D) | Regie            | Drehbuch                    | Zuschauer (USA) | Länge      |
| --- | --------- | ------------------------- | ---------------------- | -------------------- | ------------------------------------- | ---------------- | --------------------------- | --------------- | ---------- |
| 51 | 1         | Die Rote Frau             | The Red Woman          | 24. Apr. 2016        | 25. Apr. 2016                         | Jeremy Podeswa   | David Benioff & D. B. Weiss | 7,94 Mio.       | 52 Minuten |
| An der Mauer findet Ser Davos Jon Schnees Leiche. Er verbarrikadiert sich zusammen mit ein paar wenigen, Jon gegenüber loyal gebliebenen Brüdern der Nachtwache, in einem Raum. Edd verlässt die Mauer, um Hilfe bei den Wildlingen zu holen, während Allisar Thorn das Kommando über die Nachtwache übernimmt und Davos und den Brüdern Zeit bis Nachteinbruch gibt, um sich zu ergeben. Sansa und Theon setzen ihre Flucht aus Winterfell fort, werden jedoch schnell von einem Suchtrupp der Boltons gefunden. Im letzten Moment treffen Brienne und Podrick ein, töten die Bolton-Soldaten, und Brienne bietet Sansa erneut ihre Dienste an; diese stimmt diesmal zu. Jaime trifft mit der Leiche von Myrcella in Königsmund ein und verspricht Cersei, dass sie zusammen Rache nehmen werden. In Dorne werden Areo Hotah, Fürst Doran und Prinz Trystane allesamt auf hinterhältige Weise von Ellaria und den Sandschlangen ermordet. Tyrion und Varys erleben in Meereen, wie sich die Bevölkerung immer mehr gegen Daenerys wendet, und finden schließlich im Hafen die komplette Flotte in Brand vor. Jorah und Daario setzen ihre Suche nach Daenerys fort, die von einer Horde Dothraki gefangen genommen wurde. Nachdem sie zunächst vom Khal, dem Stammesführer, und seinen Gefolgsleuten auf Dothraki beleidigt wird und sich anschließend als Witwe von Khal Drogo zu erkennen gibt, wird entschieden, Daenerys nach Vaes Dothrak zu bringen, wo alle Khal-Witwen ihren Lebensabend verbringen müssen. In Braavos lebt die erblindete Arya auf der Straße und wird von der Heimatlosen verprügelt. Melisandre, allein in ihrem Zimmer, entfernt ihren Schmuck und erscheint plötzlich als alte, verschrumpelte Frau. |           |                           |                        |                      |                                       |                  |                             |                 |            |
| 52 | 2         | Zuhause                   | Home                   | 1. Mai 2016          | 2. Mai 2016                           | Jeremy Podeswa   | Dave Hill                   | 7,29 Mio.       | 52 Minuten |
| Bran sieht im Traum in die Vergangenheit zurück und erkennt seinen Vater Ned und seinen Onkel Benjen Stark beim Training im Schwertkampf in Winterfell. Der junge Stallbursche Hodor, der eigentlich Willis heißt, kann in dieser Zeit noch sprechen. Cersei Lennister wird aus Angst, ihr könne etwas zustoßen, von König Tommen im roten Bergfried festgehalten. Jaime, der in der großen Septe um Myrcella trauert, wird währenddessen vom Hohen Spatz konfrontiert, der sich seiner neuen Machtstellung nur allzu bewusst ist. Roose Bolton wird nach der Geburt seines Sohnes von Ramsay erstochen, da dieser fürchtet, als Bastard den Thronanspruch an seinen Halbbruder zu verlieren. Anschließend lässt er die Hunde auf den Säugling und dessen Mutter Walda los; gleichzeitig kann er sich nun auf die Loyalität des Hauses Karstark stützen. Auf den Eiseninseln wird Balon Graufreud von seinem aus dem Exil zurückgekehrten Bruder Euron „Krähenauge“ in einem Sturm in den Tod gestürzt, so dass eine Königswahl ausgerufen werden muss, an der auch Theons Schwester Asha als Tochter des verstorbenen Königs teilnehmen will. In der Schwarzen Festung können Ser Allisar und seine Gefolgschaft mit Hilfe der Wildlinge um Tormund Riesentod entwaffnet werden. Kurz darauf bittet Ser Davos Lady Melisandre, Jon Schnee zum Leben zu erwecken. Ihre Versuche erscheinen erfolglos, bis Jon schließlich die Augen aufschlägt und tief durchatmet. In Meereen suchen Tyrion und Lord Varys nach einer Lösung, um Daenerys wiederzufinden, und befreien die beiden verbliebenen Drachen in der Gruft von ihren Ketten. In Braavos wird Arya wieder von der Attentäter-Gilde aufgenommen, nachdem sie ihr neues Schicksal akzeptiert zu haben scheint. |           |                           |                        |                      |                                       |                  |                             |                 |            |
| 53 | 3         | Eidbrecher                | Oathbreaker            | 8. Mai 2016          | 9. Mai 2016                           | Daniel Sackheim  | David Benioff & D. B. Weiss | 7,28 Mio.       | 52 Minuten |
| Sam, Goldie und Goldies Baby sind auf einem Schiff auf dem Weg nach Altsass. Sam erklärt Goldie, dass er vorhat, sie und das Baby bei seiner Familie in Hornberg abzusetzen, während er sich in Altsass zum Maester ausbilden lässt. Nördlich der Mauer hat Bran erneut eine Vision aus der Vergangenheit, in der er seinen Vater und Howland Reet sieht, die am „Turm der Freude“ zusammen mit weiteren Begleitern nach Neds Schwester suchen. Ihnen treten zwei Ritter der Targaryen-Königsgarde entgegen, darunter Ser Arthur Dayn, der beste Schwertkämpfer seiner Zeit. Beide Königsgardisten halten an ihrem Eid und dem Befehl Prinz Rhaegars fest und weigern sich, Lyanna zu übergeben. Es kommt zum Kampf, bei dem Ned unterliegt und nur gerettet wird, weil Reet Ser Dayn von hinten attackiert; ganz anders als in den Geschichten, die Bran von seinem Vater gehört hat, erscheint Ned, der den schwer verletzten und entwaffneten Dayn dann tötet, hier nicht als der Held, der ehrenhaft gewinnt. Daenerys wird nach Vaes Dothrak gebracht, wo sie den Rest ihrer Tage mit anderen Witwen von Khals, den sogenannten Dosh Khaleen, verleben soll. In Meereen findet Varys heraus, dass die Söhne der Harpyie von den Sklavenmeistern von Astapor, Yunkai und Volantis finanziert werden. Zusammen mit Tyrion, Missandei und Grauer Wurm kommt er zu dem Schluss, dass die Söhne der Harpyie nur mit Gewalt zu besiegen sind. In Königsmund versucht Tommen, den Hohen Spatz dazu zu bringen, Cersei das Grab von Myrcella besuchen zu lassen, doch dieser agiert geschickt und beeinflusst den naiven König. Währenddessen unterbrechen Cersei und Jaime eine Versammlung des Kleinen Rats, woraufhin die restlichen Mitglieder den Raum verlassen. Arya wird wieder in das „Haus von Schwarz und Weiß“ gelassen und trainiert mit der Heimatlosen. Als sie sich schließlich als ein „Niemand“ akzeptiert, gibt Jaqen H'ghar ihr ihr Augenlicht zurück. In Winterfell bittet Lord Umber Ramsay um Hilfe, da er einen Angriff von Jon Schnee und den Wildlingen befürchtet. Als Geschenk übergibt er Osha und Rickon Stark an Ramsay. Der wiederauferstandene Jon Schnee erhängt in der Schwarzen Festung seine Mörder, darunter Ser Allisar und Olly. Er übergibt das Kommando an Edd mit den Worten „Meine Wache ist zu Ende“. |           |                           |                        |                      |                                       |                  |                             |                 |            |
| 54 | 4         | Das Buch des Fremden      | Book of the Stranger   | 15. Mai 2016         | 16. Mai 2016                          | Daniel Sackheim  | David Benioff & D. B. Weiss | 7,82 Mio.       | 52 Minuten |
| Sansa Stark erreicht zusammen mit Brienne und Podrick die schwarze Festung und trifft nach langer Zeit wieder auf ihren Halbbruder Jon. Während sie später beim Essen sitzen, erhält Jon einen Brief von Ramsay Bolton, in dem er ihn auffordert, Sansa zurückzubringen. Sansa überzeugt Jon davon, die Wildlinge und die ehemaligen Vasallen-Häuser der Starks um Hilfe zu bitten, um Winterfell zurückzuerobern und Rickon zu retten. In Winterfell versucht Osha, Ramsay mit einem Messer hinterrücks zu ermorden, fällt ihm aber selbst zum Opfer. Lord Baelish macht Lord Robin nach seiner Rückkehr ins Grüne Tal einen Falken zum Geschenk. Zudem bringt er ihn dazu, mit seinem Heer nach Winterfell zu reiten, um Sansa zu Hilfe zu kommen. Theon kehrt auf die Eiseninseln zurück und sichert seiner Schwester Asha Unterstützung für die Thronfolge zu. In Königsmund befinden sich Königin Margaery und Loras Tyrell weiterhin in Haft beim Hohen Spatzen, woraufhin der königliche Rat und Cersei Lennister sich die nächsten Schritte überlegen, den Spatzen und seinen militanten Fanatiker-Orden zu stürzen. In Meereen vereinbart Tyrion Lennister sehr zum Missfallen von Missandei und Grauer Wurm mit den Sklavenmeistern der anderen Städte, dass diese sieben Jahre Zeit hätten, um die Sklaverei abzuschaffen, sofern sie die Söhne der Harpyie nicht mehr unterstützen. Jorah und Daario versuchen Daenerys zu befreien, werden aber von ihr selbst zurückgewiesen, da sie einen anderen Plan hat. Die Khals sind zusammengekommen, um ein Urteil zu fällen, was mit Daenerys als Khal-Witwe nun geschehen soll. Jorah und Daario töten die Wache und verschließen den Zugang zum Tempel. Im Tempel stößt Daenerys die Feuerschalen um und entzündet ihn. In der gewaltigen Feuersbrunst verbrennen alle Khals. Sie selbst schreitet unbeschadet und nackt durch das Flammenmeer hinaus, woraufhin sich die Dothraki vor ihr niederknien. |           |                           |                        |                      |                                       |                  |                             |                 |            |
| 55 | 5         | Das Tor                   | The Door               | 22. Mai 2016         | 23. Mai 2016                          | Jack Bender      | David Benioff & D. B. Weiss | 7,89 Mio.       | 52 Minuten |
| Im Norden trifft Sansa auf Petyr Baelish, der ihr seine Hilfe anbietet. Sie lehnt ab, erfährt aber von ihm, dass Brynden „Schwarzfisch“ Tully eine Armee sammelt, um die Flusslande zurückzuerobern. Jon und Sansa verlassen die Schwarze Festung, um sich die Unterstützung einiger Häuser im Norden und der Tullys zur Rückeroberung Winterfells zu sichern. In Braavos wird Arya von Jaqen H'ghar in die Geschichte der Männer ohne Gesicht eingeweiht und bekommt eine zweite Chance, ihre Loyalität gegenüber dem Vielgesichtigen Gott unter Beweis zu stellen, indem sie die Schauspielerin Lady Crane töten soll. Während des Schauspiels kommt sie mit ihrer Loyalität gegenüber ihrer Familie und dem Vielgesichtigen Gott in Zwiespalt, da in dem Stück ein Teil ihrer Familiengeschichte mit ihrem Vater Ned und Sansa aufgeführt wird. Daenerys erfährt, dass Jorah an Grauschuppen erkrankt ist, und befiehlt ihm, eine Heilung zu finden, um danach wieder an ihrer Seite zu stehen. Sie selbst zieht mit Daario und den Dothraki nach Meereen. In Meereen laden Tyrion und Varys Kinvara, die rote Priesterin und zugleich Hohepriesterin des Roten Tempels von Volantis, ein, Daenerys zu unterstützen. Auf den Eiseninseln wird trotz Ashas Anspruch Euron Graufreud mit dem Versprechen, die Sieben Königslande untertan zu machen, zum neuen König gewählt. Er verfolgt den Plan, eine Flotte aus 1000 Schiffen zu bauen, Daenerys damit zu unterstützen, in Westeros anzulanden, sie zu heiraten und die übrigen Reiche gemeinsam zu erobern. Noch bevor Euron gekrönt wird und sie töten kann, fliehen Asha und Theon mit ihren Gefolgsleuten und einer Flotte. Bran erfährt währenddessen in einer Vision, dass die Weißen Wanderer einst von den Kindern des Waldes erschaffen worden sind, um vor mehreren tausend Jahren gegen die Menschen zu kämpfen, die sie bedrohten. Bran wird in einer Vision vom Nachtkönig berührt, was die Höhle und alle darin Befindliche angreifbar macht. Darauf erscheint der Nachtkönig mit den Weißen Wanderern und Wiedergängern vor der Höhle und greift diese an. Im folgenden Kampf sterben der Dreiäugige Rabe, die Kinder des Waldes und Brans Schattenwolf Sommer. Hodor hält, von Bran gelenkt, die Tür des Hinterausgangs zu, um Brans und Meeras Flucht zu ermöglichen. Dabei sieht Bran wieder in Hodors Vergangenheit, in der dieser durch seine Vision ausgelöst einen Anfall bekommt und immer wieder Meeras Ruf „Halt das Tor“ (im Englischen “Hold the door”), kurz „Hodor“, ruft. Hodor stirbt, Bran und Meera entkommen. |           |                           |                        |                      |                                       |                  |                             |                 |            |
| 56 | 6         | Blut von meinem Blut      | Blood of My Blood      | 29. Mai 2016         | 30. Mai 2016                          | Jack Bender      | Bryan Cogman                | 6,71 Mio.       | 52 Minuten |
| Samwell, der kleine Sam und Goldy erreichen Samwells Heimat Hornberg, wo Goldy und ihr Sohn von seiner Mutter und Schwester herzlich aufgenommen werden. Er gibt ihn als seinen eigenen Sohn aus. Sein Vater Lord Randyll Tarly ist schwer enttäuscht, dass er Maester werden will und ihn die Nachtwache zu keinem echten Mann gemacht hat. Er erfährt, dass Goldy ein Wildling ist, die er hasst, und nun noch einen (vermeintlichen) Bastardsohn mitbringt. Anstatt wie geplant Goldy und den kleinen Sam dort zu lassen, entschließt Samwell sich dafür, beide zur Zitadelle mitzunehmen, und entwendet das valyrische Familienschwert Herzbann seines Vaters. In Königsmund trifft König Tommen den Hohen Spatz und darf Margaery sehen, die sich geläutert gibt. Die Truppen der Tyrells und Jaime Lennister marschieren vor der Septe des Hohen Spatzen auf, um Margaerys Bußgang zu verhindern sowie sie und Loras zu befreien. Doch der Bußgang findet nicht statt. König Tommen und einige Königsgardisten schreiten aus dem Tempel. Tommen wurde vom Hohen Spatz beeinflusst und verkündet nun, dass Krone und Glaube vereint seien. Ein Angriff gegen den Glauben sei nun auch ein Angriff gegen die Krone. Als Folge wird Jaime von Tommen als Lord Kommandant der Königsgarde entlassen. Die Freys verloren währenddessen die Burg Schnellwasser an das Heer von Brynden „Schwarzfisch“ Tully. Doch haben sie dessen Neffen Edmure Tully als Geisel. Jaime soll an der Spitze der Lennister-Armee den Freys zu Hilfe kommen und die Tullys bekämpfen. Im Norden werden Bran und Meera auf der Flucht von einem Fremden vor Wiedergängern gerettet. Bran und Meera finden heraus, dass dieser vom Dreiäugigen Raben geschickt wurde und Brans Onkel Benjen Stark ist, der einst von der Nachtwache gegen die Weißen Wanderer ausgesandt wurde. Benjen wurde von Weißen Wanderern mit einem Eisschwert verletzt, doch die Kinder des Waldes fanden und heilten ihn. Er erklärt Bran, wie dieser sich auf seine Rolle als neuer Dreiäugiger Rabe vorbereiten soll. In Braavos entscheidet sich Arya letztlich dagegen, die Schauspielerin Lady Crane zu vergiften, und verrät ihr, dass ihre eifersüchtige Kollegin Bianca ihren Mord in Auftrag gab. Die Heimatlose aus dem Haus von Schwarz und Weiß beobachtete dies und berichtet Jaqen H'ghar davon, der ihr erlaubt, Arya für den Ungehorsam zu töten. Arya holt ihr Schwert Nadel aus dem Versteck. Daenerys Targaryen trifft auf dem Weg nach Meereen ihren Drachen Drogon und schwört auf seinem Rücken die Dothraki darauf ein, für sie nach Westeros zu segeln, um es zu erobern. |           |                           |                        |                      |                                       |                  |                             |                 |            |
| 57 | 7         | Der Gebrochene            | The Broken Man         | 5. Juni 2016         | 6. Juni 2016                          | Mark Mylod       | Bryan Cogman                | 7,80 Mio.       | 52 Minuten |
| Sandor Clegane hat überlebt und sich einer neu entstehenden friedlichen Gemeinde angeschlossen. Er wurde von deren Septon, einem Kriegsveteran, aufgefunden und geheilt. Doch als die Gruppe von drei Reitern der Bruderschaft ohne Banner bedroht wird, sieht er sich erneut mit seiner Vergangenheit konfrontiert. Sandor findet schließlich die Gemeindemitglieder abgeschlachtet und den Septon aufgehängt vor. Er greift sich eine Axt und verfolgt die Männer der Bruderschaft. Margaery gibt sich dem Hohen Spatzen und seinem Orden von Fanatikern immer noch geläutert. Der Hohe Spatz drängt sie dazu, mit Tommen einen Erben zu zeugen und ihre Großmutter Olenna zum rechten Glauben zu bringen. Loras soll zudem für seine Taten Buße tun; nur dann darf er, wenn er auf seinen Namen und Titel als Tyrell-Erbe verzichtet, nach Rosengarten zurückkehren. Margaery darf ihre Großmutter Olenna Tyrell treffen, gibt sich ihr gegenüber bekehrt und soll sie dazu bewegen, nach Rosengarten zurückzukehren. Sie steckt ihrer Großmutter heimlich einen Zettel mit einer Rose darauf zu. Cersei will mit Olenna zusammen gegen den Hohen Spatzen agieren, um ihre Kinder zu befreien. Olenna weiß von Margaerys Plan, den Hohen Spatzen zu benutzen, verweigert die Mithilfe und will Königsmund verlassen. Im Norden überreden Jon und Tormund die Wildlinge und den Riesen, für das Haus Stark und für sich selbst gegen Ramsay Bolton zu kämpfen. Jon, Sansa und Ser Davos gehen auf die Bäreninsel und treffen die junge Lady Lyanna Mormont. Sie überreden sie zur Mithilfe gegen Ramsay Bolton, da ein zerstrittener Norden nicht gegen die kommenden Untoten standhalten kann und die Mormonts traditionell Starkloyalisten sind. Sie erhalten aber nur wenige Soldaten. Ihre Bitte um Unterstützung bei Haus Glauer wird hingegen abgelehnt, da Lord Glauer den Starks ihre Untätigkeit nicht verzeihen kann, als die Eisenmänner den Norden überrannten, und er zudem nichts mit Wildlingen zu tun haben will. Jon lässt ein Heerlager auf dem alten Lagerplatz von Stannis Baratheon in Richtung Winterfell aufschlagen. Sansa befürchtet, dass sie zu wenig Männer haben, und verschickt heimlich eine Nachricht mit einem Raben. Jaime erreicht mit Bronn und seinem Heer die von den Freys belagerte Burg Schnellwasser, die Brynden Tully erfolgreich hält. Bronn wird mit Versprechungen für eine Grafschaft, Burg und hochgeborene Braut Jaimes Kommandant. Die Freys versuchen erfolglos, Brynden durch Androhung der Tötung von Edmure Tully zum Aufgeben der Burg zu zwingen. Jaime übernimmt das Kommando der Belagerung von Schnellwasser und befiehlt das Ausheben von Gräben und den Bau von Belagerungsgeräten; zudem befiehlt er, Edmure besser zu behandeln. Jaime hat eine Unterredung mit Brynden; dieser will die Burg nicht aufgeben, da er noch Vorräte für zwei Jahre besitzt und ein Sturmangriff auch für die Lennisters blutig wird. In Essos verfolgen Asha und Theon Graufreud den Plan, ihrem Onkel Euron zuvorzukommen und Daenerys Targaryen mit ihren schnellen Schiffen zu unterstützen, um letztlich mit ihrer Hilfe die Eiseninseln zu erobern. In Braavos bucht Arya ein Schiff für die Rückreise nach Westeros. Auf einer Brücke wird sie von der Heimatlosen in Gestalt einer alten Frau mit einem Stilett schwer verletzt und springt in das Wasser der Bucht. Die Heimatlose wähnt sich erfolgreich, doch Arya taucht wieder auf und torkelt blutend durch die Straßen. |           |                           |                        |                      |                                       |                  |                             |                 |            |
| 58 | 8         | Niemand                   | No One                 | 12. Juni 2016        | 13. Juni 2016                         | Mark Mylod       | David Benioff & D. B. Weiss | 7,60 Mio.       | 52 Minuten |
| Sandor Clegane verfolgt die abtrünnigen Mörder aus der „Bruderschaft ohne Banner“, die aber in der Zwischenzeit von Beric Dondarrion und seinen Leuten gefasst wurden. Dieser bittet Sandor, sich ihnen anzuschließen, da sich aus dem Norden Schlimmes nähere. In den Flusslanden gelingt es Jaime Lennister, den gefangenen Edmure Tully zur Eroberung Schnellwassers zu benutzen, indem er ihm androht, sein Kind zu töten. Die Festung fällt, da sich die Tully-Truppen auf seinen Befehl hin ergeben, doch kommt der Schwarzfisch dabei ums Leben. Jaime lässt Brienne und Podrick nach der Belagerung ziehen, nachdem Brienne zuvor in Sansas Auftrag vergeblich versucht hat, das Tully-Heer des Schwarzfisches für die Rückeroberung Winterfells zu gewinnen. In Königsmund verkündet König Tommen, der nun ganz unter dem Einfluss des Hohen Spatzen steht, dass es zukünftig keine Gottesurteile durch Zweikämpfe geben wird und sich Cersei sowie Loras Tyrell vor einem geistlichen Gericht verantworten müssen. Cerseis Hoffnungen auf eine mögliche Freilassung scheinen damit verflogen zu sein, doch ihr Berater Maester Qyburn hat anscheinend wichtige Informationen gefunden, die ihr helfen können. In Braavos wird die verletzte Arya von der Schauspielerin Lady Crane gepflegt, doch ist ihr die Heimatlose weiterhin auf der Spur. Lady Crane wird ermordet, und nur mit Mühe kann Arya die Heimatlose schließlich töten. Anschließend stellt Arya Jaqen H'ghar zur Rede und teilt ihm mit, dass sie nun kein „Niemand“ mehr ist, sondern als Arya Stark von Winterfell nach Hause zurückkehrt. In Meereen reist Varys mit einer Expedition in Richtung Westeros ab, um dort Schiffe aufzutreiben und Verbündete zu gewinnen. Die Stadt selbst wird inzwischen von einer Flotte der Sklavenhalter aus Astapor und Yunkai vom Meer aus angegriffen, als unerwartet Daenerys auf dem Rücken ihres Drachen Drogon auftaucht. |           |                           |                        |                      |                                       |                  |                             |                 |            |
| 59 | 9         | Die Schlacht der Bastarde | Battle of the Bastards | 19. Juni 2016        | 20. Juni 2016                         | Miguel Sapochnik | David Benioff & D. B. Weiss | 7,66 Mio.       | 60 Minuten |
| Meereen wird von den Kriegsschiffen der großen Sklavenmeister vom Meer aus mit Katapulten beschossen, und es scheint nur eine Frage der Zeit zu sein, bis die Stadt fällt. Daenerys und Tyrion verhandeln mit drei der Sklavenmeister. Daenerys steigt auf den Drachen Drogon, der gemeinsam mit den anderen beiden Drachen die Flotte vor der Stadt im Feuer zerstört. Die Seeleute und Soldaten springen panisch von den Schiffen. Daario Naharis trifft mit den Dothraki ein und tötet die meuchelnden Söhne der Harpyie vor der Stadt. Grauer Wurm tötet als angeordnete Vergeltungsmaßnahme zwei der drei Großmeister, Tyrion lässt den dritten (Yezzan) unter der Bedingung am Leben, zu seinen Leuten zurückzukehren und keine weiteren Angriffe mehr vorzunehmen, sonst würde ihn das gleiche Schicksal ereilen. Theon und Asha Graufreud treffen wenig später in Meereen ein und bieten Daenerys ihre Schiffe an, bitten sie im Gegenzug aber um Unterstützung im Kampf um den Salzthron der Eiseninseln. Asha schwört, die eiserne Lebensweise von Plünderung, Brandschatzung und Vergewaltigung zu beenden. Daenerys hat nun ihre Heere vereint und mit der erbeuteten Sklavenmeister-Flotte genug Schiffe, um mit ihnen in Westeros zu landen. Im Norden beraten Jon Schnee, Tormund Riesentod und Ser Davos einen Schlachtplan, um Rickon aus der Hand Ramsey Boltons zu befreien, wohl wissend, dass sie seiner Armee deutlich unterlegen sind, da ihnen die Unterstützung der meisten Häuser des Nordens fehlt, während Ramsay sich auf die Häuser Umber und Karstark stützen kann. Jon bietet Ramsey einen Kampf Mann gegen Mann an, was dieser ablehnt. Sansa und Jon geraten in Streit wegen seines improvisierten Schlachtplans und ihrem Wunsch nach mehr Kämpfern. Sansa macht ihn auf Ramseys Verschlagenheit und Bösartigkeit aufmerksam. Tags darauf stehen sich beide Armeen gegenüber. Ramsey lässt Rickon frei und verlangt von ihm, er solle schnell seinem Bruder entgegenlaufen. Ramsey schießt ihm währenddessen Pfeile hinterher. Jon beobachtet die Situation und reitet los, um seinen Bruder zu retten. Er kommt zu spät und sieht mit an, wie Rickon von einem Pfeil ins Herz getroffen wird. Es war eine Falle, da Jon nun in Reichweite von Ramsays Bogenschützen ist und beschossen wird. Wutentbrannt reitet er auf die Boltons zu, die bereits Berittene losschicken. In letzter Sekunde kommen Jon seine Truppen zu Hilfe. Eine brutale Schlacht entbrennt, die ganz nach dem Plan Ramsays zu verlaufen scheint, der Jon wütend und unvorsichtig machen wollte. Die Boltons mit Lord Jon „Kleinjon“ Umbers Truppen an der Spitze kesseln Jons Armee ein. Die Situation scheint verloren, als unerwartet die Ritter des Grünen Tals des Hauses Arryn und Sansa mit Petyr Baelish herbei eilen und Boltons Truppen aufreiben. Tormund gelingt es währenddessen, Lord Umber zu töten. Jon sieht Ramsey mit seinen Hauptleuten fliehen und nimmt mit Tormund und dem Riesen Wun Weg Wun Dar Wun die Verfolgung auf. Auf Winterfell verschanzt hofft Ramsey, Jons Heer könne eine Belagerung nicht durchhalten. Nur wenige Augenblicke später bricht der Riese durch das Tor und wird schließlich von Ramseys Pfeil tödlich getroffen. Jon besiegt Ramsey im herbeigesehnten Zweikampf, schlägt ihn bewusstlos und lässt von ihm ab, damit Sansa mit ihm abrechnen kann. Die Schlacht um Winterfell ist beendet, Ramsey ist im Hundezwinger der Burg an einen Stuhl gefesselt. Sansa führt ein letztes Gespräch mit Ramsey, der Andeutungen macht, dass „er ein Teil von ihr“ wäre; sie verneint dies und gibt ihm zu verstehen, dass der Name Bolton und jede Erinnerung an ihn und das ihr zugefügte Leid bald vergessen seien. Schließlich wird er von seinen eigenen Hunden, die er für seine Feinde seit sieben Tagen nicht gefüttert hatte, zerfleischt. |           |                           |                        |                      |                                       |                  |                             |                 |            |
| 60 | 10        | Die Winde des Winters     | The Winds of Winter    | 26. Juni 2016        | 27. Juni 2016                         | Miguel Sapochnik | David Benioff & D. B. Weiss | 8,89 Mio.       | 67 Minuten |
| In Königsmund beginnt der öffentliche Prozess von Margaery, Loras und Cersei in der Großen Septe. Loras bekennt sich schuldig, schwört, nicht zu heiraten und keine Kinder zu zeugen, legt seinen Namen und Titel und somit den Anspruch auf Rosengarten ab. Er verschreibt sich dem militanten Orden des Hohen Spatzen und gelobt, zukünftig Ketzer zu verfolgen. Er wird daraufhin mit dem siebenzackigen Stern mit einem Messer auf der Stirn gezeichnet. Als Tommen sich aufmachen will, dem Prozess beizuwohnen, wird er von Gregor Clegane in Cerseis Auftrag festgehalten. Cersei bleibt dem Prozess fern und harrt im Roten Bergfried aus. Da sie sich fernhält, lässt der Hohe Spatz den Ordensbruder Lancel Lennister nach ihr schicken. Dieser sieht beim Verlassen der Großen Septe einen sich auffällig verhaltenen Jungen, einen „Vögelchen“-Spion Qyburns, und verfolgt ihn in die Katakomben. Währenddessen wird Großmaester Pycelle von Qyburn in einen Hinterhalt gelockt und von den „Vögelchen“ erstochen. Auch Lancel wird in den Katakomben von dem Jungen mit einem Messer attackiert und liegt verletzt am Boden. Der Junge lässt von ihm ab und verschwindet. Lancel entdeckt, woran sich der Junge zu schaffen gemacht hat: Ein riesiges Seefeuer-Lager, das einst von Aerys II. Targaryen, dem „Irren König“, unterirdisch angelegt wurde. Margaery wird misstrauisch, da Tommen und Cersei dem Prozess immer noch fernbleiben, und drängt den Hohen Spatzen und die Zuschauer, dass die Septe geräumt werden müsse. Doch werden die nun panischen Angeklagten und Zuschauer von den Ordensbrüdern festgehalten. Lancel versucht unterdessen vergeblich, die Kerzen zu löschen, die das Seefeuer entzünden sollen. Das entzündete Seefeuer unter der Septe verursacht eine gewaltige Explosion und Feuersbrunst, die die Septe zerstört und alle darin Befindlichen tötet. Darunter sind neben dem Hohen Spatz, Margaery und Loras auch Lord Maes Tyrell und die Hand des Königs, Kevan Lennister. Angrenzende Teile der Stadt und Einwohner werden ebenfalls in Mitleidenschaft gezogen. Cersei sieht dem Geschehen vom Roten Bergfried aus zu, ihr Plan ging auf. Sie hat die Ordensschwester Unella des Hohen Spatzen gefangen genommen und rächt sich an dieser für die Folter und Bestrafungen, die Unella ihr während ihrer Haft antat. Sie verspricht ihr langes Leiden und überlässt sie Gregor Clegane. Tommen sieht aus dem Palastfenster, was geschehen ist, und bringt sich mit einem Sprung aus dem Fenster um. Cersei ordnet an, seinen Leichnam zu verbrennen und seine Asche auf dem ehemaligen Platz der Septe zu begraben. In den Zwillingstürmen feiern die Freys und die Lennisters mit einem Fest den Sieg über die Tullys in Schnellwasser, an dem Jaime und Bronn teilnehmen. Samwell erreicht währenddessen mit Goldy und dem kleinen Sam die Zitadelle, den Sitz des Ordens der Maester, wo er seine Ausbildung antritt. Ihm wird gestattet, die alles umfassende Bibliothek zu nutzen. In Winterfell konfrontiert Ser Davos Lady Melisandre damit, dass sie Stannis Baratheons Tochter Sharin, die Davos mochte, auf dem Scheiterhaufen nahe Stannis Lagers verbrannt hat. Sie verteidigt sich damit, dass sie dachte, der Herr des Lichts fordere dieses Opfer, um seinerzeit gegen die Boltons siegreich zu sein. Davos bittet Jon Schnee um Erlaubnis sie anzuklagen. Ihr Leben ist ihr nicht wichtig, aber sie meint, dass ihr Gott sie noch gegen die Weißen Wanderer brauche. Jon erlaubt ihr, nach Süden zu reiten, sie aber, falls sie noch einmal im Norden auftauchen sollte, wegen Mordes hängen lässt. Ser Davos verspricht ihr, sie persönlich umzubringen, falls er sie noch einmal wiedersehen sollte. Jon befragt daraufhin Sansa wegen Petyr Baelishs Eintreffen und der Ritter des Grünen Tals, was sie ihm verschwieg. Sie sagt ihm, dass niemand Kleinfinger trauen kann, und verspricht ihm, fortan ehrlich zu sein. Währenddessen kam von der Zitadelle ein weißer Rabe mit der Nachricht, dass der Winter angebrochen ist. Sansa trifft darauf heimlich Petyr Baelish. Dieser will den Eisernen Thron mit ihr an seiner Seite. Er erzählt ihr, dass sich die Kunde von der siegreichen Schlacht um Winterfell schnell in den Sieben Königslanden herumsprechen wird und er sich als Oberhaupt des Hauses Arryn öffentlich als Alliierter der Starks bekennt. Auch versucht er, in Sansa Zwietracht gegenüber Jon zu säen, da ihr die Führungsrolle des Hauses Stark zusteht. In Dorne wurde Lady Olenna Tyrell von Ellaria Sand und den Sandschlangen der Martells eingeladen, um gegen die Lennister ein Bündnis zu schmieden. Olenna sinnt auf Rache, und die verspricht ihr Ellaria. Varys taucht dort als Gesandter von Daenerys Targaryen auf und grüßt sie mit dem Motto des Hauses Targaryen: „Feuer und Blut“. In Meereen ist die Flotte von Daenerys kurz vor dem Aufbruch. Daario Naharis soll mit den Zweitgeborenen in Meereen und der Sklavenbucht, die in Drachenbucht umbenannt wurde, den Frieden wahren, während die Einwohner eigene Statthalter aus ihren Reihen wählen. Auf Tyrions Anraten hin muss sie ihn als Liebhaber zurücklassen, da sie sich aus Kalkül eine politische Hochzeit offenhalten muss. Tyrion wird von Daenerys offiziell zur Hand der Königin ernannt. Im Norden bringt Benjen Stark seinen Neffen Bran und Meera Reet zu einem Wehrholzbaum und kann sie als wiederbelebter Toter ab der magischen Barriere der großen Mauer nicht mehr länger begleiten. Er macht sich wieder daran, die Weißen Wanderer und die Untoten zu bekämpfen. Verbunden mit dem Wehrholzbaum sieht Bran in einer Vision die Schlussszene aus dem Turm der Freude, in der sein Vater Ned seine Schwester Lyanna blutend im Bett vorfindet. Sie liegt im Sterben und übergibt ihm ihr neugeborenes Kind, dessen Vater anscheinend Rhaegar Targaryen war. Er verspricht ihr, es aufzuziehen und zu beschützen. Es ist Jon, den Ned zu dessen Schutz als seinen Bastard ausgibt. In Winterfell gibt es unter den verbündeten Truppen und Häusern Spannungen, da die Ritter des Grünen Tals nicht zusammen mit Wildlingen kämpfen wollen. Andere wollen, da die Boltons vernichtet sind und der Winter begonnen hat, von dem die Maester schätzen, dass es der schlimmste seit 1000 Jahren wird, wieder nach Hause zurückkehren. Die junge Lyanna Mormont bringt die Streitenden zur Räson, indem sie die Häuser des Nordens an ihren Eid gegenüber Haus Stark erinnert. Sie beschließen, weiterhin gegen das kommende Übel jenseits der Mauer zusammenzubleiben. Obwohl Jon als Ned Starks illegitimer Bastard angesehen wird, wird er von ihnen zum neuen König des Nordens ausgerufen. Als Jaime und Bronn mit dem Lennister-Heer Königsmund erreichen, sehen sie die Zerstörungen. Im Palast beobachtet Jaime beunruhigt, wie sich Cersei von Qyburn zur Königin krönen lässt. Sie ernannte Qyburn für seine Dienste und Loyalität zu ihrer Hand der Königin. Daenerys setzt währenddessen mit ihrer gewaltigen Flotte unterstützt von Martell- und Tyrellschiffen, einem großen Heer und ihren Drachen über das Meer nach Westeros über. Arya Stark nimmt in den Zwillingstürmen in Gestalt einer Frey-Dienstmagd an dem Fest teil. Zum Ende hin, als alle Gäste fort sind, tötet sie Walder Freys Söhne, zerstückelt sie und gibt sie ihm heimlich in einer Pastete eingebacken zu essen. Darauf gibt sie sich zu erkennen und schlitzt Walder die Kehle auf, als Rache für die Rote Hochzeit, in der ihre Mutter Catelyn, ihr Bruder Robb, seine Frau Talisa und deren ungeborenes Kind hinterhältig ermordet wurden. |           |                           |                        |                      |                                       |                  |                             |                 |            |

## Sonstiges
- Mit 67 Minuten Länge ist die 10. Folge die längste Folge der ersten sechs Staffeln.
- Die zehnte Folge ist die erste Folge, in der an verschiedenen Orten gleichzeitig ein neuer Herrscher gekrönt wird.
- Mit Balon Graufreud und Tommen Baratheon starben in Staffel sechs zwei Könige. Zuvor starben in Staffel eins (Viserys Targaryen und Robert Baratheon) und Staffel fünf (Manke Rayder und Stannis Baratheon) zwei Könige, während in den Staffeln zwei (Renly Baratheon), drei (Robb Stark) und vier (Joffrey Baratheon) stets ein Herrscher umkam.
- Tommen Baratheon ist der erste König, der durch Suizid stirbt (ausgenommen – im Rahmen der Hintergrundhandlung[3] – König Baelor I. Targaryen, „der Gesegnete“, der sich vermutlich aus Frömmigkeit zu Tode fastete, falls ihn nicht sein Onkel und Thronfolger Viserys II. Targaryen vergiftete).
- Cersei ist am Ende der 10. Folge die erste alleinherrschende Königin der Sieben Königslande, mit Ausnahme des Nordens, den Jon beherrscht.